# ポルフィラン
ポルフィラン (Porphyran) は、アマノリ属の紅藻に含まれる硫酸化炭水化物である。

## 組成
ポルフィランは硫酸化炭水化物の複合体である。3位で結合したβ-D-ガラクトース単位と4位で結合したα-L-ガラクトシル-6-硫酸または3,6-無水-L-ガラクトース単位が交互に並んだ直鎖状骨格を持つ、置換の多いアガロースである。組成には、6-O-硫酸L-ガラクトース、6-O-メチルD-ガラクトース、L-ガラクトース、3,6-無水-L-ガラクトース、6-O-メチルD-ガラクトース、エステル硫酸がある。エステルの一部は、1,4-結合L-ガラクトース-6-硫酸として存在する。
ポルフィランの正確な組成は、季節や環境によって変化する。壇紫菜では、L-残基は主にα-L-ガラクトシル-6-硫酸から構成され、少量の3,6-無水-L-ガラクトースを含む。Porphyra capensisでは、α-L-ガラクトシル-6-硫酸と3,6-無水-L-ガラクトースの比は、1.2:1である。
日本人はこれを分解できる腸内細菌が多く持つ傾向があるが、海藻を食べる文化のあまりない人種は消化不良を起こしやすい。